# Nicole Huber
Nicole Huber (* 30. Mai 1993) ist eine ehemalige Schweizer Unihockeyspielerin.

## Karriere

### Verein
Huber begann ihre Karriere bei den Kloten-Bülach Jets. Später wechselte sie in die Nachwuchsabteilung des UHC Dietlikon. Bei Dietlikon debütierte sie 2009 in einem Spiel der ersten Mannschaft. Den Rest der Saison 2009/10 verbrachte sie in der U21-Mannschaft. Sie kam bis 2012 immer wieder in der ersten Mannschaft Dietlikons zum Einsatz.
Zur Saison 2012/13 wechselte sie in den Nachwuchs der Chilis. Nach einer Saison in der U21-Mannschaft wurde sie zur Saison 2013/14 in das Kader der ersten Mannschaft integriert. Bei den Chilis spielte sie insgesamt drei Saisons in der zweithöchsten Spielklasse.
2016 entschied sich Huber zu einem Wechsel in die NLA zu Zug United. Dort absolvierte sie in der Saison 2016/17 22 Partien und konnte 21 Scorerpunkte sammeln.
Am 11. April 2017 gab Zug United bekannt, dass Huber die Zugerinnen verlassen wird. Noch am selben Tag verkündete der Nationalliga-B-Verein Hot Chilis Rümlang-Regensdorf die Rückkehr Hubers zu ihrem ehemaligen Verein. Nach einer Saison bei den Hot Chilis beendete Hube ihre Karriere.

### Nationalmannschaft
Am 25. April 2009 debütierte Huber für die U19-Unihockeynationalmannschaft der Schweiz beim Sieg über Tschechien. Mit der Schweiz nahm sie an zwei EFT, drei internationalen Turnieren und zwei Weltmeisterschaften teil.